# Linia kolejowa Lovosice – Teplice v Čechách
Linia kolejowa Lovosice – Teplice v Čechách (Linia kolejowa nr 097 (Czechy)) – jednotorowa, regionalna i niezelektryfikowana linia kolejowa w Czechach. Łączy Lovosice i Teplice v Čechách. Przebiega w całości przez terytorium kraju usteckiego.